# Partula dentifera
Espèce
Statut de conservation UICN

 EW  : Éteint à l'état sauvage
Partula clara est une espèce d'escargot terrestre appartenant à la famille des Partulidae. Endémique à la Polynésie française, cette espèce est éteinte à l'état sauvage.